# レモネード・マウス
『レモネード・マウス』（原題：Lemonade Mouth）は、同名の小説を原作としたディズニー・チャンネル・オリジナル・ムービーの（ロック）ミュージカル映画。全米公開は2011年4月15日。初回放映で全米570万人が視聴している。日本公開は2011年7月16日。

## ストーリー
学校の居残りで集められたオリビア、ウェン、ステラ、モー、チャーリーの5人が、母校でもてはやされていたエリート・バンドを見返してやろうとロック・バンドを結成。両親の期待と重圧、自身の将来への不安など様々な悩みを抱えながらも、自分らしさを失わず、音楽という共通の目標のもと、かけがえのない仲間たちとの絆を見いだしていく。そして有名になる。

## キャスト
括弧内は日本語吹き替え声優。
- オリビア・ホワイト - ブリジット・メンドラー（牛田裕子）
- ウェン・ギフォード - アダム・ヒックス（宮下栄治）
- ステラ・ヤマダ - ヘイリー・キヨコ（水口まつり）
- モヒニ（モー）・バンジャリー - ナオミ・スコット（高梁碧）
- チャーリー・デルガド - ブレイク・マイケル（江口拓也）
- スコット・ピケット - ニック・ルー
- レイ・ビーチ - クリス・ブローシュ

## サウンドトラック
- レモネード・マウス サウンドトラック

## 受賞歴
| 年   | 賞                     | カテゴリ             | ノミネート       | 結果 | 参照  |
| ---- | ---------------------- | -------------------- | ---------------- | ---- | ----- |
| 2011 | ポップスター・アワード | 好きなテレビ映画     | レモネードマウス | 受賞 | [ 5 ] |
| 2011 | JaNEWary アワード      | 最優秀 iTunes ソング | ディターミネイト | 受賞 | [ 6 ] |